# Jesús Vasallo
Jesús Vasallo y Ramos (Ciudad Rodrigo, 1919-Madrid, 9 de diciembre de 1993) fue un escritor, periodista y guionista español, padre del productor audiovisual Carlos Vasallo.

## Biografía
Jesús Vasallo y Ramos nació en 1919 en Ciudad Rodrigo, provincia de Salamanca, de familia originaria de la provincia de Zamora. Fue el mayor de tres hermanos, y su padre, que era sargento de la Guardia Civil, falleció al inicio de la guerra civil española. Su trabajo como periodista le llevó a diversos puntos de la geografía española, como Zamora, Barcelona, La Coruña, Valencia, Huelva, Valladolid y Madrid. En La Coruña conoció a su esposa, María del Rosario Tomé Alonso, originaria de Teixeiro, con quien tuvo ocho hijos.
Trabajó como redactor para El Ideal Agrario, El Correo de Zamora, La Voz de Galicia, Solidaridad Nacional de Barcelona, Odiel de Huelva y Libertad de Valladolid. Desde 1962 fue director técnico de prensa del Movimiento, y en 1981 se convirtió en el presidente la Asociación Española de Periodistas y Escritores de Turismo (AEDET).
Además de periodista, fue novelista y guionista de teatro, televisión y cine. Fue galardonado con los premios Ciudad de Valencia y el Nacional de Literatura, entre otros.

## Obra literaria
- Zamora (1944)
- Caminos de gloria (1947)
- La última nave (1947)
- La reina loca (1952) con Federico Muelas
- Participación de los españoles en política (1970)
- Madrid, Kilometro Cero: 100 Cronicas Politicas (1972)

## Filmografía[4]
- Flor de lago (1950)
- Cerca del cielo (1951)
- Los ases buscan la paz (1955)
- Pasión en el mar (1956)
- Farmacia de guardia (1958)
- Pasos de angustia (1959)
- Vida sin risas (1960)
- Don José, Pepe y Pepito (1961)
- Un techo para la paz (1967)
- La maleta (1970)